# Saint-Didier-la-Forêt

Saint-Didier-la-Forêt este o comună în departamentul Allier din centrul Franței. În 1 ianuarie 2022 avea o populație de 388 de locuitori.